# Scott Sundquist
Scott Sundquist är en amerikansk musiker. Han var trummis i grungebandet Soundgarden under åren 1984–1986 och medverkar på albumet Deep Six.